# San Francisco Tláloc
San Francisco Tláloc är en ort i Mexiko.   Den ligger i kommunen San Matías Tlalancaleca och delstaten Puebla, i den sydöstra delen av landet, 70 km öster om huvudstaden Mexico City. San Francisco Tláloc ligger 2 364 meter över havet och antalet invånare är 1 445.
Terrängen runt San Francisco Tláloc är kuperad norrut, men söderut är den platt. Runt San Francisco Tláloc är det tätbefolkat, med 257 invånare per kvadratkilometer. Närmaste större samhälle är San Martin Texmelucan de Labastida, 10,3 km söder om San Francisco Tláloc. Trakten runt San Francisco Tláloc består till största delen av jordbruksmark.